# سکسبی چمبلیس
سکسبی چمبلیس (به انگلیسی: Saxby Chambliss) (زادهٔ ۱۰ نوامبر ۱۹۴۳) سناتور ایالت جورجیا در سنای ایالات متحده آمریکا است که برای نخستین‌بار در ۳ ژانویه ۲۰۰۳ به‌عضویت این مجلس درآمد. وی در زمرهٔ سناتورهای گروه دوم است که به‌مدت ۴ سال در سنا حضور دارند و تا تاریخ ۳ ژانویه ۲۰۱۵ در این مجلس خواهد بود.